# Marcello Morelli
Marcello Morelli (Matera, 7 novembre 1886 – Matera, 6 giugno 1972) è stato uno scrittore e presbitero italiano.

## Biografia
Seguendo la sua vocazione religiosa, fu frate francescano e poi sacerdote; si laureò in Teologia Dommatica nel 1912 all'Università di Roma e nel 1934 conseguì anche la laurea in Lettere.
Insegnò italiano presso l'Istituto Magistrale e poi il Liceo Classico di Matera, e fu parroco della chiesa di San Giovanni Battista dal 1924 al 1953, anno in cui fu nominato Vicario generale e Decano del Capitolo metropolitano di Matera, incarico che ebbe fino alla sua morte. Come parroco, curò anche i restauri delle chiese di San Giovanni e San Domenico, deturpate da diverse successive modifiche nel corso dei secoli.
Il 21 settembre 1943, data della strage di Matera, fu parte attiva nel dare conforto ai cittadini ed alla popolazione materana, insorta in armi in quella tragica giornata contro i tedeschi. Scrisse alcuni testi di carattere storico sulla città di Matera, tra cui è di rilievo una Storia di Matera. Fu socio della Deputazione di Storia Patria per la Lucania e la Calabria, nel 1965 fu insignito della medaglia d'oro al merito della Scuola, della Cultura e dell'Arte e gli fu conferita la nomina di Cavaliere della Corona d'Italia.